# HBO
HBO（的縮寫，直譯為家庭票房）是一個美國的付费有线和衛星聯播網，為華納兄弟探索公司所擁有，由Home Box Office公司負責營運。HBO主要播出曾在戲院放映的電影和獨立製播的電視影集，此外也有為電視而製作的電影、紀錄片、拳擊賽，以及偶爾播出的喜劇脫口秀和演唱會特別節目。

## 概述
截至2012年9月，HBO在美國約有3,000萬的付費訂戶，是全美國第二大的付費頻道（第一大的Encore截至2012年9月擁有3,510萬訂戶）。除了美國之外，HBO也至少在151個國家播出，在全世界共有約1,140萬名訂戶。
HBO的訂戶通常在支付頻道本身的費用之前就已付費訂購其他的電視服務（雖然HBO經常將所有的旗下頻道組合銷售）。然而，美國聯邦法要求有線電視業者能讓用戶能夠在不訂閱額外頻道的情況下，僅訂閱基本頻道（包括當地電視台和公共、教育和政府資訊頻道）和HBO。有線電視業者可以要求用戶透過機上盒（通常是數位規格）來收視HBO頻道。
許多HBO的節目也販售給其他的電視網播出（通常會經過修剪），大多數HBO製作的影集也會發行零售版本（透過DVD、藍光光碟或網路影片租售平台）。由於HBO受歡迎的影集也會透過無線電視在其他國家播出（例如加拿大、澳洲和歐洲），HBO的節目可能會在美國以外的地區獲得更高比例的收視人口。由於HBO是付費頻道，許多美國觀眾會在HBO節目首播的數個月後，透過光碟媒體、網路影片租售平台，或基本有線電視頻道的重播等方式收看這些節目，節目的內容會為了插入廣告和配合頻道尺度而有所修剪，許多影集系列也為了銷售而另外拍攝了「普遍級」的片段鏡頭。

## 歷史

### 發展和開播
1950年代，美国出现了大批共用天线的有线系统（cable system），为城镇或社区居民提供较好无线电视信号的收费服务。一些有线电视把一些地方体育赛事和刚刚在院线上演过的电影也放进了自己的频道中以吸引观众。
美國商人查理斯·杜蘭（Charles Dolan）在完成了將有線電視電纜投入商業化應用的先發工作後，在1965年取得了在紐約曼哈頓下城建構電視電纜的特許權。這個被杜蘭稱之為「史特林曼哈頓有線電視」（Sterling Manhattan Cable）的新系統，成為了全美國第一个城市地下電視電纜系統。不同於架在電線竿上的電纜線或使用微波天線來接受電視訊號，史特林的電視電纜線是埋藏在曼哈頓街道底下，這是因為隨處可見的高樓大廈阻擋了大部份電視訊號。就在那年，時代生活公司買入了杜蘭公司的20%的股權。
之後，杜蘭將他的「綠色頻道」構想向時代生活公司的主管彙報，由於衛星電視的實現性在當時看來並不高，因此他說服了時代生活公司資助他的計劃。1971年，他提出设想：
归根到底，我们可以把自己看做电视业内的梅西公司（一家大型连锁百货店），向各个或大或小的社会群体销售他们愿意购买的一些节目。倘若我们能满足1972年到1973年间向服务地区零售节目的需要，我们往后就可以使用任何有效的传输系统，从微波链路到卫星，在全世界范围内，向任何社会群体出售电视节目，只要他们把特殊需求告诉我们。
很快地在1972年11月8日，「綠色頻道」改名為「Home Box Office」並正式開播。初期HBO使用微波與電塔播送節目。 HBO第一個播出的節目是電影《大鬥爭》（Sometimes a Great Notion），由保羅·紐曼和亨利·方達主演，節目是利用位於賓夕凡尼亞州威爾克斯-巴里的有線電視系統傳輸。在之後HBO播出了第一個體育賽事，那是一場在麦迪逊广场花园舉行的紐約遊騎兵隊對上溫哥華加人隊的國家冰球聯盟比賽。
由於史特林在曼哈頓僅維持了20,000家左右的訂戶，因此杜蘭的媒體夥伴時代生活在取得了史特林八成的股權後，決定放棄史特林曼哈頓電纜的業務。時代生活將其改名為「曼哈頓有線電視」（Manhattan Cable Television），並於1973年3月取得了HBO的股權。傑瑞德·列文（Gerald Levin）取代杜蘭成為HBO的董事長兼行政總裁。在1973年9月，時代生活完成併購HBO。HBO很快地成為美國成長最快的付費電視服務，但客戶流動率卻非常的高。訂戶在試看數星期後，便對於不斷重播的電影感到厭倦，最後決定取消訂閱。HBO在當時面臨了很大的經營挑戰，急需改革。當HBO首次進入马萨诸塞州劳伦斯地區的市場時，提出了讓訂戶在第3頻道能免費試看HBO的服務。在一個月後，HBO轉移到第6頻道並開始鎖碼。試看計畫受到了廣大歡迎，並吸引了許多訂戶，這樣的試看服務在之後也繼續實施著。

### 全國性的擴展、創新和崛起（1975年－1996年）
在1975年9月30日，HBO成為了第一個持續透過通訊衛星“西星”訊號转播电视节目，通过已经遍布全美的各地有线电视系统直接为观众提供与传统（无线）商业电视不一样的节目，并且采取与各地有线系统分成的方式向用户收费。當時播放的節目是被稱為馬尼拉震顫的拳擊比賽，由穆罕默德·阿里對上喬·弗雷澤。HBO接著在1976年2月將訊號從Westar一號衛星轉移到了Satcom衛星上。
受HBO模式启发，1976年底在亚特兰大经营一家地方性无线地面电视台的特德·特纳，把电视台节目通过卫星向全美转播，并且在大批各地有线系统落地，这个覆盖全美的WTBS电视台就是CNN前身。
接著在1977年，泰德·透納的WTCG-TV頻道（後來成為WTBS頻道）和派特·羅伯斯頓（Pat Robertson）的基督教廣播網（後來成為目前的ABC家庭頻道）也開始透過衛星發射訊號，為美國的有線電視產業帶來了創新。
在最初的九年間，HBO每天僅播出9小時，從美東時間下午3點到晚間12點。1981年9月開始，HBO在週末提供24小時播出。約三個月後，HBO在1981年12月28日成為了每天24小時播映出頻道。1980年8月1日HBO推出了另一個電視網，稱為Cinemax，這是HBO為了和電影頻道（The Movie Channel）競爭而推出的電影付費頻道。在開播後的最初數年間，Cinemax除了電影以外，也播出了音樂特別節目和少量的原創節目，Cinemax在之後開始在深夜時段播放軟調色情片，並於2011年8月開始播出原創的動作電視影集。
HBO的第一部自製電影和電視電影《泰瑞·福克斯故事》在1983年首播。同一年，HBO的第一個兒童節目《木偶也搖滾》（Fraggle Rock）也開始播出。之後HBO持續製作兒童電視節目，直到2001年幾乎所有的兒童類型節目都轉移至HBO溫馨家庭頻道（HBO Family）播出。
在1980年代期間，HBO參與了多起法律訴訟案件。這些案件主要是關於有線電視業者和政府單位對HBO和其他付費電視的節目進行了修剪。為了杜絕非訂戶的收視，HBO在1986年成為了第一個將電視訊號加密的衛星頻道。四個月後，衛星電視經銷商約翰·麥可道格（John R. MacDougall，自稱化名為午夜隊長）劫持了HBO的衛星訊號，干擾了電影《叛國少年》的播出。之後美国联邦通信委员会（FCC）起訴了麥可道格。
HBO在1987年曾又推出「Festival」頻道。該頻道以播放經典電影、近期賣座電影、特別節目與HBO紀錄片為主。此外Festival頻道也透過修剪限制級影片、提供高品質節目等特色希望主攻家庭市場。Festival頻道的訂閱費用比HBO和Cinemax便宜，但由於僅有少數的有線電視系統提供這個頻道，Festival在1988年結束營運。
HBO的訂閱戶數在1988年美国编剧工会的罷工期間大幅成長，其他主要頻道在罷工期間內只能播出重播節目，而HBO則能繼續製播新的節目。之後HBO在1989年繼續推出了西班牙語頻道「HBO en Español」。
隨著時代公司和華納通訊的合併，HBO在1989年被納入了時代華納公司旗下。1991年，HBO和Cinemax成為率先同時提供多個頻道的付費電視網之一，在威斯康辛州、堪薩斯州和德州的三間有線電視系統上推出了HBO2和Cinemax 2頻道。在這兩個頻道成功後，HBO和Cinemax開始繼續推出更多頻道，在1995年推出了HBO原創鉅獻（HBO Signature，當時稱為HBO3），目前HBO和Cinemax旗下加起來共有15個頻道。1993年，HBO成為了全世界第一個透過數位方式傳送的電視服務。

### 自製節目的蓬勃發展期（1996年至今）
在1990年代間，HBO的自製節目開始獲得成功，這些節目包括了《魔界奇譚》、《Dream On》、《Tracey Takes On...》、《Mr. Show》和《Arliss》。其中《The Larry Sanders Show》成為了HBO當時的重量級旗艦節目，雖然在商業層面上並不如主流電視網的節目成功，但《赖瑞·桑德斯秀》還是在特定族群中十分受到歡迎，並獲得了極高的評價與多座重要獎項。此外，在美國《電視指南》雜誌選出的「歷年來50個最佳電視節目」中，《赖瑞·桑德斯秀》獲得了第38名的位置，也是唯一上榜的HBO喜劇節目。該節目也被《時代雜誌》選為「有史以來100個最佳電視節目」之一。《赖瑞·桑德斯秀》也在許多影評和支持者心中成為1990年代最棒的電視節目之一。之後HBO的其他原創影集（例如《人生如戲》、《Extras》和《我家也有大明星》等）也有著《赖瑞·桑德斯秀》的特色在其中。
HBO自1990年代初期開始製作的原創節目贏得了多座艾美獎。這些節目被認為品質較高的主因之一是由於HBO為付費頻道，並不會播出「一般」的電視廣告，節目之間會播出其他節目的宣傳短片和幕後花絮等。這樣的特性讓HBO的節目內容能不受到廣告商的干預，並且能夠讓暴力、性描寫和粗話等內容直接在頻道上不經修剪的播出。
HBO的第一部一小時戲劇影集是在1997年推出的《監獄風雲》，這個影集讓HBO在美國付費有線電視的地位開始更加提高。雖然《監獄風雲》獲得了諸多好評，但1999年首播的《黑道家族》才正式讓HBO在專業評論界和艾美奬上獲得巨大成功。《黑道家族》在六季播出期間，總計獲得了111項艾美奬提名，最後奪下了21座艾美獎，包括兩座最佳戲劇節目。在1999年，HBO成為了美國第一家提供高畫質同步播出的電視頻道。2001年7月21日，HBO推出了「HBO on Demand」服務，是全美國付費訂閱頻道的第一個隨選視訊服務。在2002年，HBO推出了電視影集《火線》，雖然這部影集在觀眾人數方面並沒有超越《黑道家族》，但獲得的好評則不相上下。《火線》也更加鞏固了HBO高品質影集節目的頻道定位。2014年最火热的电视剧《权力的游戏》亦由HBO出品。
2018年6月25日起，因旗下晚間娛樂節目《約翰奧利佛之昔日新聞報報》6月17日播出的內容以中國領導人習近平為主題，諷刺包括廢除國家主席任期制、諾貝爾和平獎得主劉曉波被監禁至死、新疆維穩中國政壇的多起事件，以及網路審查制度，主持人及節目內容遭到中國網絡封殺，官方網站也遭到屏蔽。

## 頻道

### 頻道列表
依據有線電視業者的不同，HBO提供了最多13個子頻道。包含七個24小時播出的高畫質或標準畫質子頻道，以及一個隨選視訊服務頻道（HBO On Demand）。
HBO的主頻道和子頻道都分別提供了東岸時間和太平洋時間的節目表。
- HBO：旗艦頻道。HBO播映了電影長片、首播電影、拳擊比賽與運動特別節目、原創電視電影、原創影集、喜劇節目和紀錄片；從戲院下檔的新電影也通常會在八個月到一年之後在本頻道播出。新電影的首播通常都在週六晚間（東岸時間晚上8點左右）。限制級影片只會在HBO主頻道僅在東岸時間晚上8點後播出，保護級（PG-13）影片和部分成人級（TV-MA）節目則有可能在白天播出。
- Cinemax：與HBO的另列頻道。
- HBO2：播出更多電影、影集、特別節目和原創電影的第二頻道。與主頻道不同的是，HBO2會在白天時段播放限制級（R-rated）電影。HBO2在1991年開播，1998年曾名為「HBO Plus」，之後在2002年復名為HBO2。在巴西和拉丁美洲地區，當地版本的HBO2負責重播所有HBO主頻道播出過的電影，HBO Plus則為另一個不同的頻道。
- HBO喜劇（HBO Comedy）：在1999年5月6日開播[31]，主要播出喜劇電影、HBO自製的喜劇影集和單口喜劇（stand-up）特別節目。HBO Comedy雖然會在白天時段播放限制級電影，但成人喜劇特別節目只會在晚間播出。
- HBO家庭電影（HBO Family）：1996年12月開播。[32]主要播放針對家庭觀眾拍攝的電影。所有在HBO Famliy頻道播出的電影都屬於普遍級或保護級（G、PG、PG-13、TV-G、TV-PG、TV-14），限制級（R、TV-MA）的電影和節目則不會在本頻道播出。
- HBO Latino
- HBO原創鉅獻（HBO Signature）：1991年開播，主要播出高品質的電影、HBO原創影集和特別目。這個頻道原名為「HBO3」，在1998年10月更名為HBO Signature，並將頻道屬性調整為更注重女性觀眾市場。[33]
- HBO Zone：在1999年5月6日開播，[31]這個頻道主要針對18至35歲的觀眾播出電影與HBO原創節目。這也是HBO頻道中唯一會在夜間時段播放成人取向節目的頻道，包括軟性色情電影。

## 節目內容

### 原創內容節目
除了下檔的院線片之外，自1977年起HBO開始製播許多原創節目，包括了戲劇和喜劇類型的節目。大多數的這些節目都將觀眾設定在成人族群，因此其中經常有粗話、暴力和裸露的呈現，這些內容在美國一般的基本有線電視和無線電視頻道上較少出現，這是因為可能會造成廣告商的流失。

### 電影播映權
HBO及其姐妹頻道Cinemax擁有許多大型片商的電影獨家首播權，這些片商包含了其姊妹公司華納兄弟（與其子公司華納兄弟動畫、新線影業和城堡石娛樂）、华特迪士尼影业集团（僅包括二十世紀影業和探照燈影業）以及環球影業（與其子公司夢工廠動畫、Working Title Films、照明娛樂和焦點影業）。
2012年8月15日，HBO與福斯（现20世纪影业）簽訂了新約，取得為期十年的福斯電影首播權（合約能讓片商在頻道首播權有效的期間，也能同時透過像iTunes或Amazon的其他數位平台來發行電影）。，2021年11月，HBO與迪士尼（20世紀影業現母公司）將合約延續至2022年底，並允許20世紀影業的電影在HBO首播以及上架HBO Max的同時同步在迪士尼自家的Disney+與Hulu上架。HBO和環球影業之間的首播權合約也在2013年1月6日續簽了十年（例外是HBO可將特定動畫電影的首播權轉讓給Netflix串流服務）。自2008年起，HBO也擁有由HBO Films製作之院線片的獨家播映權。
HBO在2012年5月宣布與顶峰娱乐簽下合約，取得2013年至2017年間該公司旗下院線片的付費有線電視首播權；而顶峰娱乐與Showtime的合約已在2012年底過期。
HBO也會播出之前已在其他頻道放映過的院線片，這些重播的電影是來自派拉蒙影業（與其子公司共和影業）、華特迪士尼影业集团（與其子公司華特迪士尼影業、漫威影業、盧卡斯影業、以及已經關閉或出售的試金石影業、好萊塢影業、米拉麥克斯影業和藍天工作室）、索尼影視娛樂（與其子公司哥倫比亞影業、索尼经典影片、幕宝和三星電影)、米高梅公司（與其子公司聯美、奧利安和塞繆戈溫），和獅門娛樂。
HBO擁有付費有線電視播映權的電影通常也會在Cinemax播出，然而有些來自上述片商的電影會在HBO首播的數週後才會在Cinemax播出。

### 體育節目
HBO會播出一小部份的體育節目、體育評論節目和相關紀錄片，這些節目是由頻道中的HBO Sport部門製作。此外HBO也提供計次收費觀看（pay-per-view）的拳擊比賽節目，稱為HBO PPV（原為TVKO）。
1972年11月8日，HBO首次播放了體育節目，是一場的由紐約遊騎兵對上溫哥華加人的國家冰球聯盟（NHL）比賽，這場比賽在賓州的威尔克斯-巴里地區播出。HBO也以播放拳擊比賽著名，以及其旗艦體育節目《HBO世界冠軍拳擊》（HBO World Championship Boxing）。

### 紀錄片
許多HBO的紀錄片是在《美國機密》（America Undercover）這個系列中播出的。
2004年，在人權運動家安沙·伯尼（Ansar Burney）的帶領下，一隊HBO工作人員利用隱藏鏡頭紀录了一個在沙漠中虐待童工的秘密基地。在那裡，一些五歲以下的男童被訓練參加駱駝比賽，那是沙烏地阿拉伯的一項國民運動。這個半小時的調查節目揭露了一個非常低調的童奴交易集團，他們先後綁架或交易了一百多個來自巴基斯坦和孟加拉的年輕男孩，逼迫訓練這些男孩成為沙烏地阿拉伯的駱駝騎師。
這部紀綠片贏得了2004年體育艾美獎（Sports Emmy Award）的「傑出體育新聞獎」，以及2006年杜邦-哥倫比亞大學獎（Alfred I DuPot-Columbia Univeristy Award）的「傑出新聞節目獎」。這部紀綠片也使得世界開始關注中東兒童駱駝騎師的情況，並幫助安沙·伯尼基金會說服卡達和沙烏地阿拉伯政府禁止兒童參與這個運動項目。

## 其他國家的HBO
自1991年起，HBO開始在其他國家和地區透過合作方式經營了多間以HBO為品牌名稱的電視網。包括巴西、加拿大、加勒比海、東歐、印度、墨西哥、台灣、東南亞等都有以HBO為名的頻道。其中HBO在亞洲的業務由總部位於新加坡的HBO Asia負責營運。
HBO的自製節目也授權給許多美國以外的電視台播映（例如英國的Sky Atlantic頻道），而擁有的播放權的節目亦會授權給當地的電視頻道來播映（例如中國中央電視台第一劇場頻道）。

## 資料來源
1. ↑  . Starz.mediaroom.com. 2012-09-20  [2012-10-05]. （原始内容存档于2017-02-28）.
2. ↑  .   [2013-06-05]. （原始内容存档于2021-10-19）.
3. ↑  . Time Warner. 2012-09-24  [2012-10-05]. （原始内容存档于2014-02-09）.
4. ↑  . Fcc.gov.   [2012-10-05]. （原始内容存档于2011-05-10）.
5. ↑  "Cable Subscribers Need Not Order Expanded Packages to Get Premium Channels." （页面存档备份，存于）, Knight Ridder/Tribune Business News, December 1, 2002. Retrieved February 23, 2011 from HighBeam Research.
6. ↑  Cable show producers shoot tamer versions. (Home Box Office Inc., among other cable companies, sanitizes original versions of films produced for commercial television consumption) （页面存档备份，存于）, HighBeam Research (via Multichannel News),  1991-07-29.
7. ↑  Cablevision Through the Decades （页面存档备份，存于） Retrieved Feb 8, 2010
8. ↑  Charles Dolan profile page （页面存档备份，存于） Forbes.com. Retrieved October 24, 2011
9. ↑  Cablevision: Charles Dolan （页面存档备份，存于） Retrieved October 24, 2011
10. 1 2 3  Forsyth, Kevin S. . History of the Delta Launch Vehicle. 2002  [2008-06-03]. （原始内容存档于2020-08-07）.
11. ↑  HBO Soundtrack:Home Box Office 5 Years - Nov 1977 HBO Guide
12. ↑  .   [2011-12-05]. （原始内容存档于2011-05-10）.
13. ↑  FCC Internet Services Staff. . FCC.   [2012-10-05]. （原始内容存档于2011-05-10）.
14. ↑  . The Museum of Broadcast Communications.   [2009-08-24]. （原始内容存档于2009-01-22）.
15. ↑  . Henson.com.   [2012-10-05]. （原始内容存档于2012-08-21）.
16. ↑  Festival program guide 1987
17. ↑  Festival program guide 1988
18. ↑  Mitchell, Kim. "HBO reaches out to Hispanics; Home Box Office Inc. forms HBO En Espanol" （页面存档备份，存于）, Multichannel News. 1993-05-31. Retrieved 2011-02-23 from HighBeam Research.
19. ↑  HBO: three channels are better than one （页面存档备份，存于）, Multichannel News (via HighBeam Research), May 13, 1991.
20. ↑  General Instrument Corp. (GI) awarded contract for digital compression equipment by Home Box Office （页面存档备份，存于）, Satellite News, 1993-02-25.
21. ↑  . IMDb.   [2010-12-04]. （原始内容存档于2020-07-09）.
22. ↑  CBS News: TV Guide Names Top 50 Shows （页面存档备份，存于） Retrieved September 23, 2011
23. ↑  Poniewozik, James. . Time Magazine.   [2010-12-04]. （原始内容存档于2009-02-26）.
24. ↑  Weinraub, Bernard. . The New York Times. 1992-12-10  [2010-12-04]. （原始内容存档于2020-09-02）. The reaction to "Larry Sanders", perhaps the most widely acclaimed new comedy on television, has stunned him.
25. ↑  . Emmys.com.   [2012-10-05]. （原始内容存档于2013-09-04）.
26. ↑  HBO ready to go with HDTV （页面存档备份，存于）, Broadcasting & Cable, January 25, 1999. Retrieved March 2, 2013 from HighBeam Research.
27. ↑  Time Warner to Add HBO Video-On-Demand to Digital Cable in Columbia, S.C. （页面存档备份，存于）, Knight Ridder/Tribune Business News, June 21, 2001. Retrieved March 4, 2013 from HighBeam Research.
28. ↑  . BBC中文網. 2018-06-25  [2018-06-25]. （原始内容存档于2020-11-16）.
29. ↑  . 德國之聲中文網. 2018-06-25  [2018-06-25]. （原始内容存档于2020-11-18）.
30. ↑  . 風傳媒. 2018-06-20  [2018-06-25]. （原始内容存档于2020-11-07）.
31. 1 2   (新闻稿). Broadcasting & Cable. 1999-05-03  [2013-03-11]. （原始内容存档于2013-12-30）.
32. ↑   (新闻稿). The Virginian-Pilot.   [1996-09-01]. （原始内容存档于2013-05-08）.
33. ↑  HBO sets new digital networks: five channels will be added to existing multiplex channels to create a package of 10 （页面存档备份，存于）, HighBeam Research (via Broadcasting & Cable, 1998-04-31.
34. ↑  .   [2013-06-05]. （原始内容存档于2013-04-12）.
35. ↑  .   [2013-06-05]. （原始内容存档于2013-05-08）.
36. ↑  .   [2013-06-05]. （原始内容存档于2013-05-07）.
37. 1 2  .   [2013-06-05]. （原始内容存档于2013-05-08）.
38. ↑  Fabrikant, Geraldine. . New York Times. 1995-03-09  [2013-06-05]. （原始内容存档于2020-09-03）.
39. ↑  .   [2013-06-05]. （原始内容存档于2016-03-04）.
40. ↑  HBO and 20th Century Fox renew output deal （页面存档备份，存于）, Los Angeles Times, August 15, 2012.
41. ↑  Spangler, Todd. . Variety. 22 November 2021  [2022-09-05]. （原始内容存档于2022-05-31）.
42. ↑  .   [2013-06-05]. （原始内容存档于2013-01-09）.
43. ↑  HBO and Summit Entertainment Enter Into Exclusive Output Agreement The Futon Critic 2011-05-26
44. ↑  .   [2013-06-05]. （原始内容存档于2019-10-17）.

## 外部連結

### HBO
- HBO（页面存档备份，存于）
- HBO On Demand （页面存档备份，存于）
- HBO 2 （页面存档备份，存于）
- HBO Comedy （页面存档备份，存于）
- HBO Zone （页面存档备份，存于）
- HBO Community

### HBO 國際
- HBO Asia （页面存档备份，存于）
- HBO Brazil
- HBO Caribbean
- HBO Europe （页面存档备份，存于）
- HBO Latin America
- HBO UK